# الدوري السعودي الممتاز 1984–85
الدوري السعودي الممتاز 1984–1985 هي النسخة التاسعة من الدوري السعودي الممتاز منذ استحداث المسابقة بعام 1976. لعبت المسابقة بنظام النقاط وشارك فيها 12 فريق. ظفر نادي الهلال السعودي بلقب البطولة بعد غياب دام ستة مواسم وهو اللقب الثالث بتاريخه.
الأندية التي هبطت هي الجبلين، وأحد. والأندية التي صعدت إلى الدرجة الممتازة للعب بالموسم المقبل هي الطائي، والكوكب.

## الملاعب والمواقع
| النادي   | المكان          | الملعب                          |
| -------- | --------------- | ------------------------------- |
| الأهلي   | جدة             | ملعب الأمير عبد الله الفيصل     |
| الاتفاق  | الدمام          | ملعب الأمير محمد بن فهد         |
| الهلال   | الرياض          | ملعب الأمير فيصل بن فهد         |
| الاتحاد  | جدة             | ملعب الأمير عبد الله الفيصل     |
| الجبلين  | حائل            | ملعب الأمير عبد العزيز بن مساعد |
| النهضة   | الخبر           | ملعب الأمير سعود بن جلوي        |
| النصر    | الرياض          | ملعب الأمير فيصل بن فهد         |
| أحد      | المدينة المنورة | ملعب الأمير محمد بن عبد العزيز  |
| القادسية | الخبر           | ملعب الأمير سعود بن جلوي        |
| الرياض   | الرياض          | ملعب الأمير فيصل بن فهد         |
| الشباب   | الرياض          | ملعب الأمير فيصل بن فهد         |
| الوحدة   | مكة             | ملعب الملك عبد العزيز           |

## جدول الدوري
| الترتيب | النادي   | لعب | النقاط |
| ------- | -------- | --- | ------ |
| 1       | الهلال   | 22  | 37     |
| 2       | الشباب   | 22  | 34     |
| 3       | الأهلي   | 22  | 29     |
| 4       | الاتفاق  | 22  | 29     |
| 5       | النصر    | 22  | 25     |
| 6       | الاتحاد  | 22  | 22     |
| 7       | الرياض   | 22  | 19     |
| 8       | القادسية | 22  | 19     |
| 9       | النهضة   | 22  | 18     |
| 10      | الوحدة   | 22  | 14     |
| 11      | الجبلين  | 22  | 11     |
| 12      | أحد      | 22  | 7      |

## وصلات خارجية
- الموقع الرسمي لدوري السعودي
- احصائيات الدوري السعودي